# Estación de Escatrón
Escatrón es una estación ferroviaria situada en el municipio español de Castelnou, en la provincia de Teruel, comunidad autónoma de Aragón. Desde mediados de 2013 carece de servicios ferroviarios para viajeros.

## Situación ferroviaria
La estación se encuentra en el punto kilométrico 430,4 de la línea férrea de ancho ibérico que une Miraflores con Tarragona, entre las estaciones de Samper y de Chiprana, a 247 metros de altitud.  El tramo es de vía única y está electrificado.

## La estación
Pese a su nombre, Escatrón, se halla en el término municipal de Castelnou a 7,8 km de su casco urbano. La distancia de la estación a Escatrón es de 10 km.

## Historia
La compañía fundada en 1869 que respondía al nombre de Ferrocarril de Zaragoza a Escatrón y Val de Zafán a las Minas de la cuenca minera de Gargallo-Utrillas llevó el ferrocarril desde Zaragoza hasta La Puebla de Híjar en 1879.
En 1881 la línea, que también era conocida como el Ferrocarril del Mediterráneo, fue adquirida por la Compañía de los Ferrocarriles Directos de Madrid y Zaragoza a Barcelona, la cual pudo establecer una estación en Escatrón en 1893.
Ésta compañía fue absorbida a su vez por MZA en 1894, con el propósito de conectar en Zaragoza su línea desde Barcelona por Tarragona con la que venía de Madrid. Esta última gestionó la estación hasta que en 1941, la nacionalización del ferrocarril en España supuso la integración de MZA en la recién creada RENFE.
Desde el 31 de diciembre de 2004 Renfe Operadora explota la línea mientras que Adif es la titular de las instalaciones ferroviarias.